# Łobeziak
Łobeziak – polski miesięcznik regionalny o tematyce społeczno-politycznej, wydawany w latach 1991–2002 w Łobzie, którego łącznie ukazało się 129 numerów. Redaktorem naczelnym i wydawcą miesięcznika był Wojciech Bajerowicz. Miesięcznik ukazywał się przez dziesięć lat, a numer KRS uzyskał w roku 1993. Łobeziak był w latach 1991–2002 kroniką dnia codziennego mieszkańców Ziemi Łobeskiej.  

## Redakcja
W skład redakcji wchodzili:
- Wojciech Bajerowicz – redaktor Naczelny i Wydawca
- Elżbieta Kamińska (Soroko) – grafik
- Zbigniew Harbuz – historia
- Zdzisław Bogdanowicz – sport
- Wiesław Rymszewicz – środowisko naturalne, ekologia i turystyka
- Henry Musiał – społeczeństwo

## Lista autorów
Do Łobeziaka artykuły pisali: Piotr Sienkiewicz, Zenon Atras, Andrzej Marszałek, Roman Sternicki, Dariusz Bieniek, Grzegorz Bajerowicz, Ryszard Sola, Bożena Krysińska, Ryszard Olchowik, Krystyna Sola, Tadeusz Rokosz, Danuta Kaczmarek, Wiktor Mazan, Leszek Olizarczyk, Bogusław Zienkiewicz, Krzysztof Andrusz i inni.